# Globus Cassus
Globus Cassus é um projeto artístico descrito no livro de mesmo nome pelo arquiteto suiço Christian Waldvogel, que apresenta uma teórica transformação do planeta Terra em um mundo artificial oco e mais volumoso, com uma ecosfera em sua superfície interior.

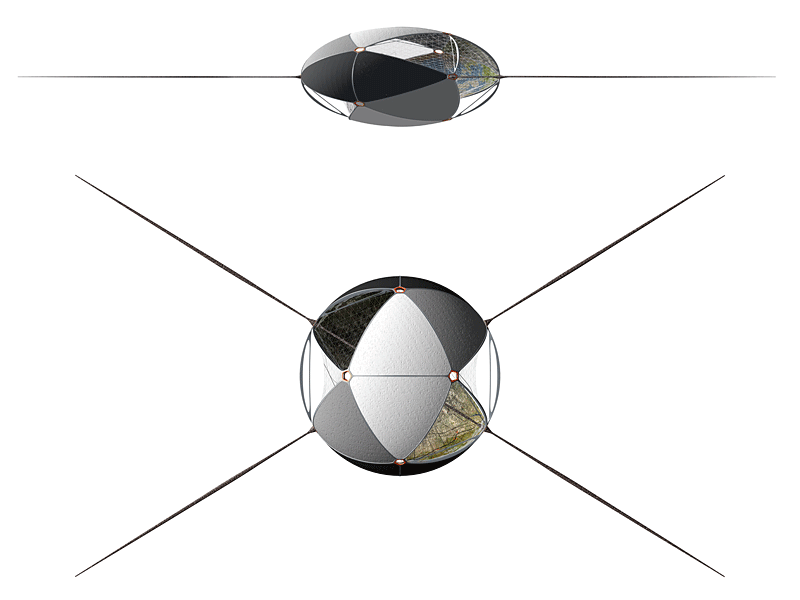
Vistas superior e lateral do Globus Cassus

## Propriedades
A megaestrutura proposta incorporaria toda a matéria da Terra. A luz do Sol entraria por duas enormes janelas e a gravidade seria simulada por uma força centrífuga. Os humanos habitariam as duas vastas regiões situadas uma em frente à outra e que são conectadas através do centro, vazio. A hidrosfera e a atmosfera seriam retidas no interior. A ecosfera estaria restrita às zonas equatoriais, enquanto que nos trópicos, com baixa gravidade, uma atmosfera rarefeita permitiria apenas a prática da agricultura. Os polos não teriam gravidade nem atmosfera e seriam utilizados para o armazenamento de matéria-prima e processos de produção em microgravidade.

## Estrutura geométrica
O Globus Cassus possui a forma de um icosaedro geodésico comprimido com duas aberturas diagonais e, ao longo das arestas do icosaedro, passam os feixes estruturais.

## Escala planetária
O tamanho de um Globus Cassus seria um pouco menor que o de Saturno.